# Arnaldo Berríos
Óscar Arnaldo Berríos Muñoz (Valparaíso, 27 de septiembre de 1928-ibídem, 16 de enero de 2016) fue un actor chileno de larga trayectoria en cine, teatro y televisión.
Durante su trayectoria recibió numerosos premios: distinción a la trayectoria artística del Gobierno Regional de Valparaíso (2001), el premio Altazor 2005 como mejor actor en la obra Copenhague, premio Agustín Siré, de la Academia Chilena de Bellas Artes (2005), reconocimiento a su aporte en la creación de la primera Escuela de Teatro Universitaria de la Región, Universidad de Chile 1969, Universidad de Valparaíso 2006; y la distinción a su trayectoria otorgada por el Consejo Nacional de Cultura de Valparaíso.

## Biografía
Estudió en la escuela ATEVA de Valparaíso. Y fue un gran impulsor del desarrollo del teatro en regiones, junto con la compañía de teatro ATEVA. Entre 1970 y 1979, fue profesor de actuación, actor y director del elenco de teatro de la carrera de actuación de la Universidad de Chile, sede Valparaíso.
Además de su reconocido talento, su trayectoria se distinguió por una particularidad: siendo un actor formado lejos de las instituciones tradicionales se Santiago de Chile, logró crear un puente entre los creadores regionales y las grandes instituciones capitalinas, en el contexto del centralizado movimiento teatral chileno.
Logró mantener vivos dos frentes de trabajo: su aporte en ATEVA, con una permanente actividad escénica en el puerto de Valparaíso, y su presencia en el teatro, cine y televisión producidos en la capital, Santiago de Chile.
Esta labor fue apreciada en el sacrificio que implica, si consideramos que, pese a su permanente trabajo escénico en Santiago, nunca dejó de vivir en Valparaíso, viajando diariamente los más de 150 km que separan al puerto de la capital chilena.
En 1981 protagonizó la primera telenovela del área dramática de Televisión Nacional de Chile, Villa Los Aromos. En 2005 fue el antagonista principal de Los Capo, en donde obtuvo muy buenas críticas.

## Muerte
Arnaldo Berríos fallece a los 87 años, producto de una afección al colon y problemas respiratorios.

## Teatro
| Obras de Teatro de autores nacionales | Obras de Teatro de autores nacionales    | Obras de Teatro de autores nacionales |
| Año                                   | Obra                                     | Autor                                 |
| ------------------------------------- | ---------------------------------------- | ------------------------------------- |
|                                       | Agitación en Villa Feliz                 | Marcos Portnoy                        |
|                                       | Pedro, Juan y Diego                      | Marcos Portnoy                        |
|                                       | La Noche de los Coroneles                | Marcos Portnoy                        |
|                                       | Casi Casamiento                          | Daniel Barros Grez                    |
|                                       | Cómo en Santiago                         | Daniel Barros Grez                    |
|                                       | Réquiem para un Girasol                  | Jorge Díaz                            |
|                                       | Topografía de un Desnudo                 | Jorge Díaz                            |
|                                       | La Cicatriz                              | Jorge Díaz                            |
|                                       | La remolienda                            | Alejandro Sieveking                   |
|                                       | Tres Tristes Tigres                      | Alejandro Sieveking                   |
|                                       | La Tragicomedia del Rey de la Patagonia  | Andrés del Bosque                     |
|                                       | Amapola                                  | Omar Saavedra                         |
|                                       | Lautaro                                  | Isidora Aguirre                       |
|                                       | Pedro Juan y Diego                       | David Benavente - Ictus               |
|                                       | La Lagartija en la Muralla               | Sergio Marras                         |
|                                       | Kindergarten                             | Egon Wolff                            |
|                                       | La Balsa de la Medusa                    | Egon Wolff                            |
|                                       | Fair Play                                | Abel Carrizo                          |
|                                       | Testimonio sobre las muertes de Sabina   | Juan Radrigán                         |
|                                       | Pueblo del mal Amor                      | Juan Radrigán                         |
|                                       | Beckett y Godot                          | Juan Radrigán                         |
|                                       | Peligro a 50 metros                      | Alejandro Sieveking - J. Pineda       |
|                                       | La Niña en la Palomera                   | Fernando Cuadra                       |
|                                       | Pedro Úrdemeles                          | Mario Tardito                         |
|                                       | Nos tomamos la Universidad               | Sergio Vodanovic                      |
|                                       | Lo crudo, lo cocido, lo podrido          | Marco Antonio de la Parra             |
|                                       | PANA                                     | Andrés Kalawski                       |
|                                       | DE ROKHA (Trilogía de Tiernos y Feroces) | Cristian Figueroa                     |

| Obras de Teatro de autores extranjeros | Obras de Teatro de autores extranjeros | Obras de Teatro de autores extranjeros |
| Año                                    | Obra                                   | Autor                                  |
| -------------------------------------- | -------------------------------------- | -------------------------------------- |
|                                        | La olla                                | Plauto                                 |
|                                        | La guarda cuidadosa                    | Miguel de Cervantes                    |
|                                        | Georges Dandin                         | Molière                                |
|                                        | El precio                              | Arthur Miller                          |
|                                        | La habitación oscura                   | Tennessee Williams                     |
|                                        | Historia del zoo                       | Edward Albee                           |
|                                        | La cantante calva                      | Ionesco                                |
|                                        | El centroforward murió al amanecer     | Agustín Cuzzani                        |
|                                        | No hay que llorar                      | Roberto Cossa                          |
|                                        | Ópera de Malandros                     | Chico Buarque                          |
|                                        | El landó de seis caballos              | Víctor Ruiz Iriarte                    |
|                                        | ¿Conoce Ud. la Vía Láctea?             | Kart Wittlinger                        |
|                                        | El oso                                 | Antón Chéjov                           |
|                                        | Casa de muñecas                        | Henrik Ibsen                           |
|                                        | La ópera de tres centavos              | Bertolt Brecht                         |
|                                        | El Patio de Atrás                      | Carlos Gorostiza                       |
|                                        | El Último de los Amantes Ardientes     | Neil Simon                             |
|                                        | Crimen Perfecto                        | Cia. Teatro “La Feria” Vadel - Bomchil |
|                                        | Con Dinero Ajeno                       | Cia. Teatro “La Feria” Vadel - Bomchil |
|                                        | Canciones para Mirar                   | María Elena Walsh                      |
|                                        | Valparaíso no existe                   | Carlos Genovese                        |
|                                        | Rey Lear                               | William Shakespeare                    |
|                                        | Esperando a Godot                      | Samuel Beckett                         |
|                                        | Copenhague                             | Michael Frayn                          |

## Filmografía

### Cine
| Películas | Películas                                        | Películas          |
| Año       | Película                                         | Director           |
| --------- | ------------------------------------------------ | ------------------ |
| 1969      | Caliche sangriento                               | Helvio Soto        |
| 1969      | Valparaíso, mi amor                              | Aldo Francia       |
| 1972      | Ya no basta con rezar                            | Aldo Francia       |
| 1973      | Estado de sitio                                  | Costa-Gavras       |
| 1973      | El benefactor                                    | Bruno Gebel        |
| 1973      | Metamorfosis del jefe de la policía política     | Helvio Soto        |
| 1987      | Sussi                                            | Gonzalo Justiniano |
| 1994      | La procesión                                     | Ximena Carramiñana |
| 1996      | Mi último hombre                                 | Tatiana Gaviola    |
| 1998      | El circo mágico ó la historia de Rogelio Celedón | Nelson Cabrera     |
| 1998      | Delenda est Cartago                              | Tevo Díaz          |
| 1999      | La historia aérea y cósmica de Bruno Bernal      | Nelson Cabrera     |
| 2001      | Un ladrón y su mujer                             | Rodrigo Sepúlveda  |
| 2002      | Fragmentos urbanos                               | Claudia Menéndez   |
| 2005      | Padre Nuestro                                    | Rodrigo Sepúlveda  |
| 2011      | Bombal                                           | Marcelo Ferrari    |
| 2012      | La noche enfrente                                | Raúl Ruiz          |
| 2013      | El paso del diablo                               | Danilo Ahumada     |
| 2014      | Aurora                                           | Rodrigo Sepúlveda  |
| 2016      | Y de pronto el amanecer                          | Silvio Caiozzi     |
| 2016      | Un caballo llamado elefante                      | Andrés Waissbluth  |

### Telenovelas
| Telenovelas | Telenovelas           | Telenovelas                | Telenovelas |
| Año         | Teleserie             | Rol                        | Canal       |
| ----------- | --------------------- | -------------------------- | ----------- |
| 1981        | Villa Los Aromos      | Rubén Del Río              | TVN         |
| 1984        | Los Títeres           | Francisco Landa            | Canal 13    |
| 1985        | La dama del balcón    | Klaus Veidt Von Harensburg | TVN         |
| 1985        | Morir de amor         | Tulio Venegas              | TVN         |
| 1987        | La Quintrala          | Alonso de Rivera           | TVN         |
| 1988        | Vivir así             | Freddy Hurtado             | Canal 13    |
| 1989        | A la sombra del ángel | Leopoldo Muñiz             | TVN         |
| 1991        | Volver a empezar      | Nicolás Urmeneta           | TVN         |
| 1999        | Cerro Alegre          | Exequiel Ochoa             | Canal 13    |
| 2004        | Tentación             | Segundo Sánchez            | Canal 13    |
| 2005        | Los Capo              | Samuel Quiroga             | TVN         |
| 2007        | Corazón de María      | Fernando Balmaceda         | TVN         |
| 2007-2008   | Lola                  | Benigno Torres             | Canal 13    |

### Series y unitarios
| Series de televisión | Series de televisión       | Series de televisión   | Series de televisión |
| Año                  | Serie                      | Rol                    | Canal                |
| -------------------- | -------------------------- | ---------------------- | -------------------- |
| 1990                 | Crónica de un hombre santo | Padre Álvaro Lavín     | Canal 13             |
| 2001                 | El día menos pensado       | Fernando Martínez      | TVN                  |
| 2006                 | El Aval                    | Padre Tomás Khön       | TVN                  |
| 2006                 | El día menos pensado       | El armario             | TVN                  |
| 2007                 | Héroes                     | Obispo Joaquín Larraín | Canal 13             |
| 2008                 | Mea Culpa                  | Padre Anselmo          | TVN                  |